# Serviciul Român de Informații
Il Serviciul Român de Informații, noto con la sigla di SRI è, al fianco del SIE, uno dei servizi segreti della Romania. Fu istituito il 26 marzo 1990 ed è l'autorità che si occupa di raccogliere e capitalizzare le informazioni esclusivamente all'interno del territorio nazionale.
Il suo ruolo è quello di raccogliere informazioni rilevanti per la sicurezza nazionale e indicarle alle istituzioni competenti, come il governo romeno, il presidente della Repubblica della Romania, dipartimenti e agenzie ministeriali e di sicurezza. Tra i metodi utilizzati dal SRI vi sono lo spionaggio di segnali elettromagnetici (SIGINT), la consultazione di fonti di pubblico accesso (OSINT) e la raccolta di informazioni per mezzo di contatti interpersonali (HUMINT).